# Rapenburgerschutsluis
De Rapenburgerschutsluis (sluis 110) is een deels buiten dienst zijnde sluis in Amsterdam-Centrum.
De sluis werd rond 1657 gebouwd als waterscheiding tussen de Nieuwe Herengracht (toen nog gewoon Herengracht geheten) en het Schippersgrachtje, een inham van het Oosterdok. Het werd destijds een behoorlijk grote sluis, want er moesten voor die tijd grote schepen doorheen op weg naar het Entrepotdok. De schutkolk had een afmeting van 45,80 bij 8,76 meter met drie paar vloeddeuren en twee paar ebdeuren. De drempel lag daarbij op 3,80 meter beneden NAP. De grote schepen werden in de loop der jaren via een andere route de stad in geleid, waardoor de sluis verkleind kon worden tot ongeveer 25 meter lengte. In de jaren zestig werd de lengte weer aanzienlijk opgerekt (72 meter). De noordelijke sluisdeur kwam te liggen onder de noordelijker gelegen Kortjewantsbrug. Er kwam daar de (toen) grootste roldeur van Europa, die zowel tot waterkering als tot schutsluisdeur kan dienen. 
Over de schutsluis ligt sinds 1876 de Scharrebiersluis, een brug, maar in de volksmond ook wel de aanduiding van de sluis.

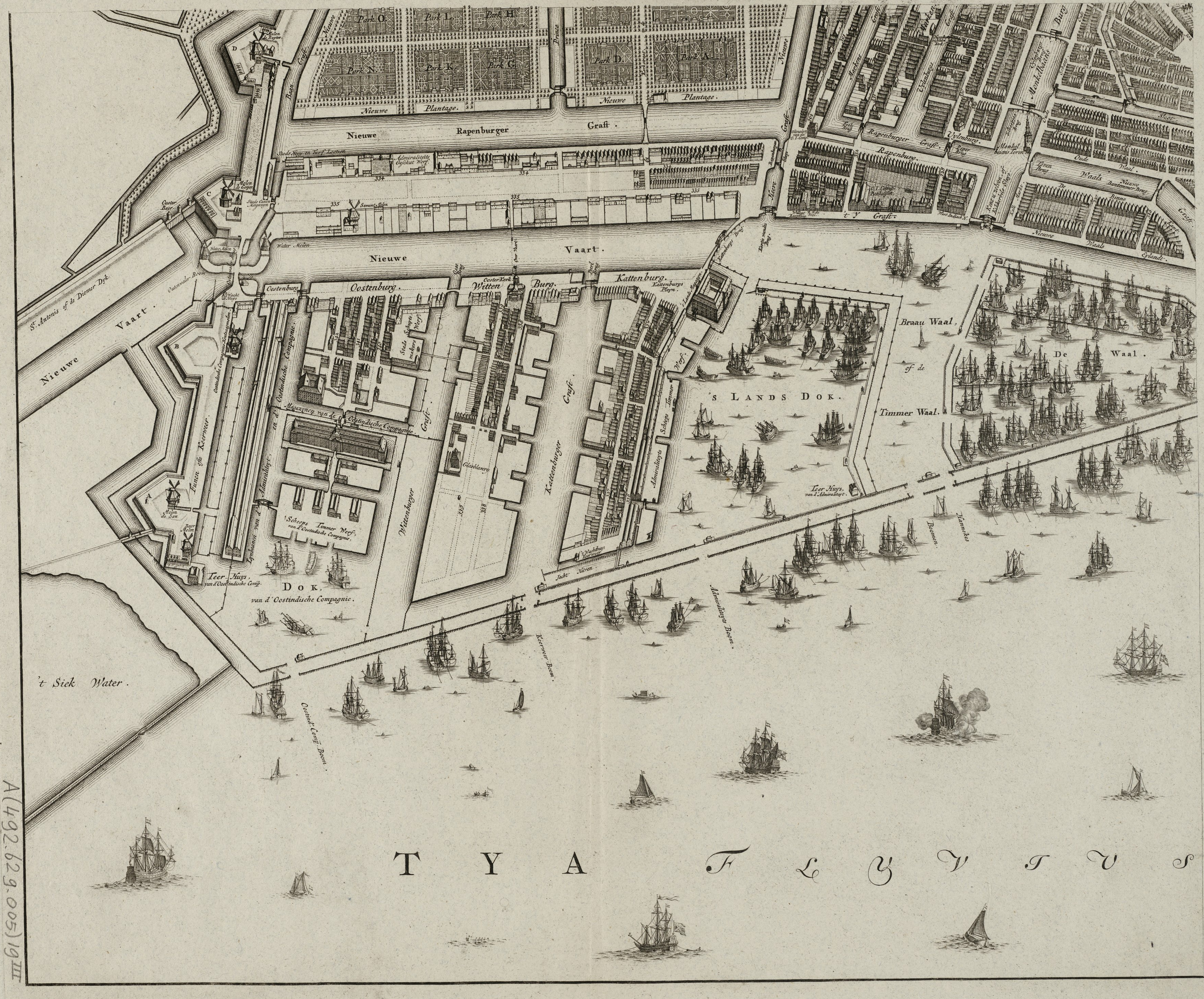
Kaart van Gerrit de Broen uit 1737 met sluis

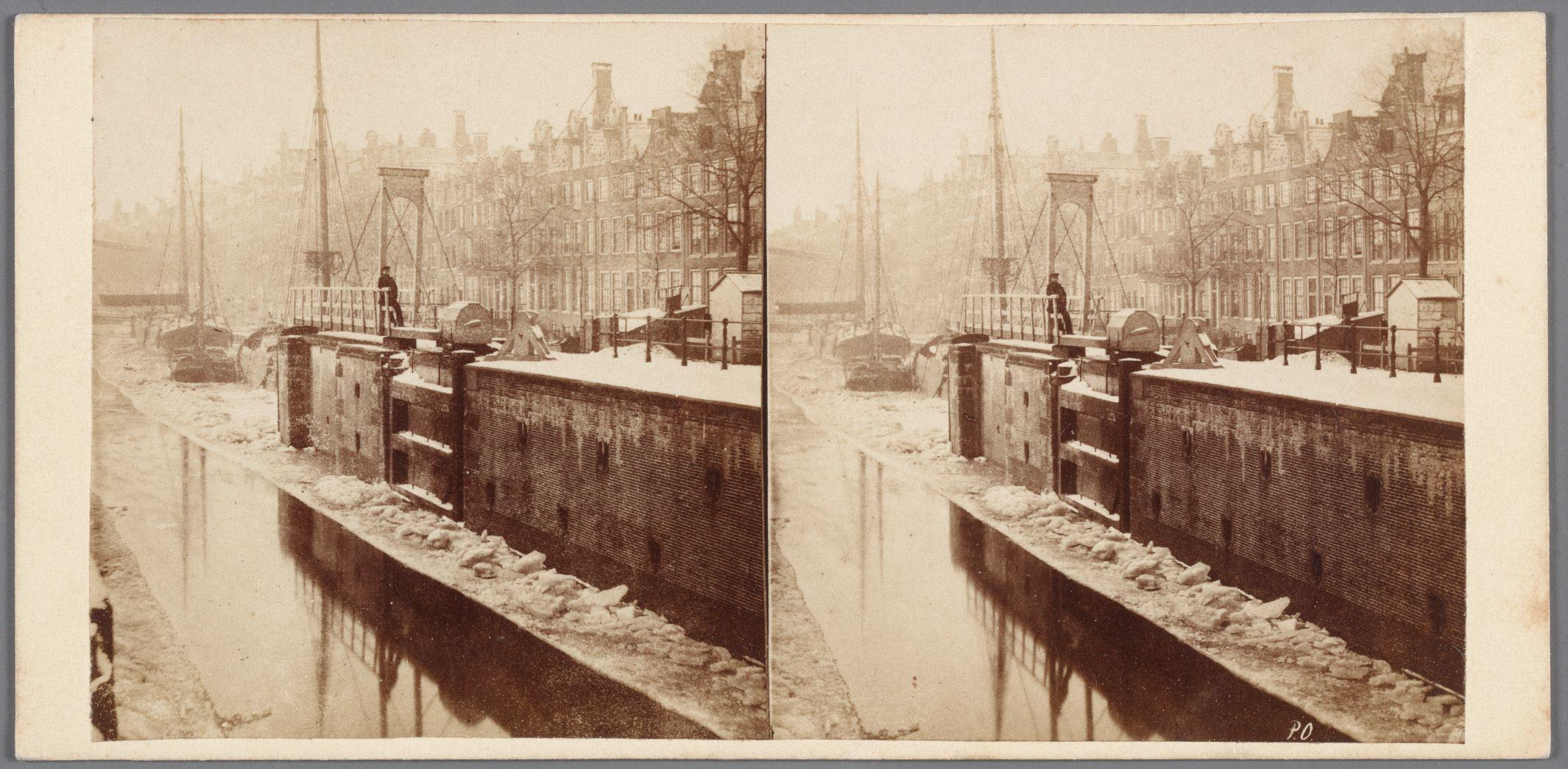
Rapenburgerschutsluis rond 1862